# Годуновка (Вяземский район)
Годуновка — деревня в Вяземском районе Смоленской области России. Входит в состав Заводского сельского поселения. По состоянию на 2007 год постоянного населения не имеет. 
Расположена в восточной части области в 31 км к югу от Вязьмы, в 12 км западнее автодороги Р132 Вязьма — Калуга — Тула — Рязань, на берегу реки Неделька. В 3 км восточнее деревни расположена железнодорожная станция Годуновка на линии Вязьма — Занозная. 

## История
В годы Великой Отечественной войны деревня была оккупирована гитлеровскими войсками в октябре 1941 года, освобождена в марте 1943 года. 